# Брифинг
Брифинг (на английски: briefing, от brief – „кратък“, „къс“, „сбит“) е аналог на кратка пресконференция, инструктаж или съвещание, на което се формулират цели и задачи или се изнасят кратки информационни съобщения от първоизточника по даден въпрос. Основното, което отличава брифинга от пресконференцията, е отсъствието на презентационна част.
На брифинга могат да бъдат поканени и журналисти, но целта на събитието не е осъществяване на контакт с обществеността, а среща със специализирани публики, от които организацията има интерес.
Брифингът се организира по подобие на пресконференцията с тази разлика, че за него е нужна по-малка зала.